# Lygromma volcan
Lygromma volcan är en spindelart som beskrevs av Norman I. Platnick och Mohammad Umar Shadab 1981. Lygromma volcan ingår i släktet Lygromma och familjen Prodidomidae.
Artens utbredningsområde är Panama. Inga underarter finns listade i Catalogue of Life.